# Stone Age
Stone Age är ett brädspel för två till fyra spelare. Spelet är konstruerat av Bernd Brunnhofer (under namnet Michael Tummelhofer), illustrerat av Michael Menzel och lanserades 2008 av förlaget Hans im Glück. Spelet utspelar sig under stenåldern och det är spelarnas uppgift att styra en stam i denna tidsålder genom att arbeta som jägare, samlare, bonde och verktygsmakare.

## Utrustning
- 1 spelbräde (spelbrädet)
- 4 individuella spelarbräden
- 58 resurser i trä
- 40 träfigurer (arbetare) i fyra olika färger
- 8 trämarkörer i två storlekar
- 53 matbrickor
- 28 byggnadsbrickor
- 18 verktygsbrickor
- 1 figur för startspelaren
- 36 civilisationskort
- 7 tärningar
- 1 träningsbägare i läder
- 1 informationsblad

## Spelprincip
Varje spelare börjar med 5 arbetare som denne kan placera ut på olika områden på spelbrädet för att samla in mat (på stäppen), trä (skogen), guld (floden), lera (gropen) och sten (berget). Genom att placera två arbetare i stugan så produceras ytterligare en arbetare till nästa runda; maximalt kan varje spelare ha 10 arbetare. Efter varje runda uppdateras poängen som markeras med en markör på poängrutorna längs omkretsen av spelbrädet. Om man efter en runda inte har tillräckligt med mat åt sina arbetare så förlorar man poäng. Genom att producera verktyg så förbättrar man tärningskastens värde. Byggnaderna kostar resurser och ger i gengäld poäng samt bonusar såsom extra material när en runda tar slut, eller ytterligare ett fält eller ett verktyg.

## Utmärkelser
2009
- BoardGamer.ru, rekommendation.
- Games 100, bästa familjespelet Best Family Strategy Game.

2008
- International Gamers Award, nominerad för bästa spel för flera spelare Multi-Player Nominee.
- Spiel des Jahres, nominerad.
- Deutscher Spiele Preis, andraplats.
- Hra roku (Tjeckien) nominerad/rekommendation.
- Japan Boardgame Prize, andraplats.

## Utgivningar och expansioner
Originalversionen av Stone Age gavs ut 2008 av Hans im Glück. Senare samma år släpptes även expansionen The New Huts, som lägger till ytterligare sex byggnader till originalspelet.